# 洪淑子
洪淑子（韩语：／，1933年6月25日—）是一位韩国活动家，政治家和作家。她被任命为韩国第一位女外交官，后来参加1987年大韓民國總統選舉，成为韩国第一位女性总统候选人。

## 早年生活
洪淑子于1933年6月25日出生于京城府（現首爾）。洪出生后，她的母亲面临着越来越大的压力，家人都希望能有个儿子，甚至有人提出给她父亲找个小妾。洪的弟弟最终出生了，洪淑子说这段经历这影响了她对男女不平等的理解。
她于1955年毕业于東國大學，并于1958年毕业于波士頓大學，曾研究政治学和国际事务。之后，她在韩国外務部工作，并于1965年成为韓國駐紐約總領事館副领事。她自1979年起持續擔任东国大学教授。1986年到1988年，她担任国际妇女理事会主席。

## 竞选总统
1987年11月11日，社會民主黨举行了第13届总统选举提名临时大会，并提名洪为总统候选人。因此，她被列为大韩民国宪法恢复总统直接选举制后第一位女总统候选人。
在被选为社会民主党候选人的那一天，洪发表讲话说：“女总统将创造政治奇迹。”她还承诺支持直接选举，但要促进内阁制。洪还说，她将鼓励女部长并推行大胆的妇女解放政策。然而，洪成为了其他男性候选人的陪衬，几乎没有受到媒体的关注。她于12月5日退出总统大选，解释说她从未打算成为韩国总统。她意识到社会民主党的规模和影响力不足以使她成为韩国总统，她也承认，在韩国仍然是男性主导的社会的情况下，她不可能当选总统。洪向候选人金泳三表示支持，在集会上她说：“我们现在面临的首要任务是终止军事独裁。为此，我决定支持首席候选人，而无视我与他的意识形态差异。”但是，金泳三败给了盧泰愚。

## 作品
- 홍, 숙자. . Seoul: Yeobaek Media. 2006. ISBN 8958660236.